# 3728 IRAS
A 3728 IRAS (ideiglenes jelöléssel 1983 QF) a Naprendszer kisbolygóövében található aszteroida. IRAS fedezte fel 1983. augusztus 23-án.